# Gotthard Deutsch

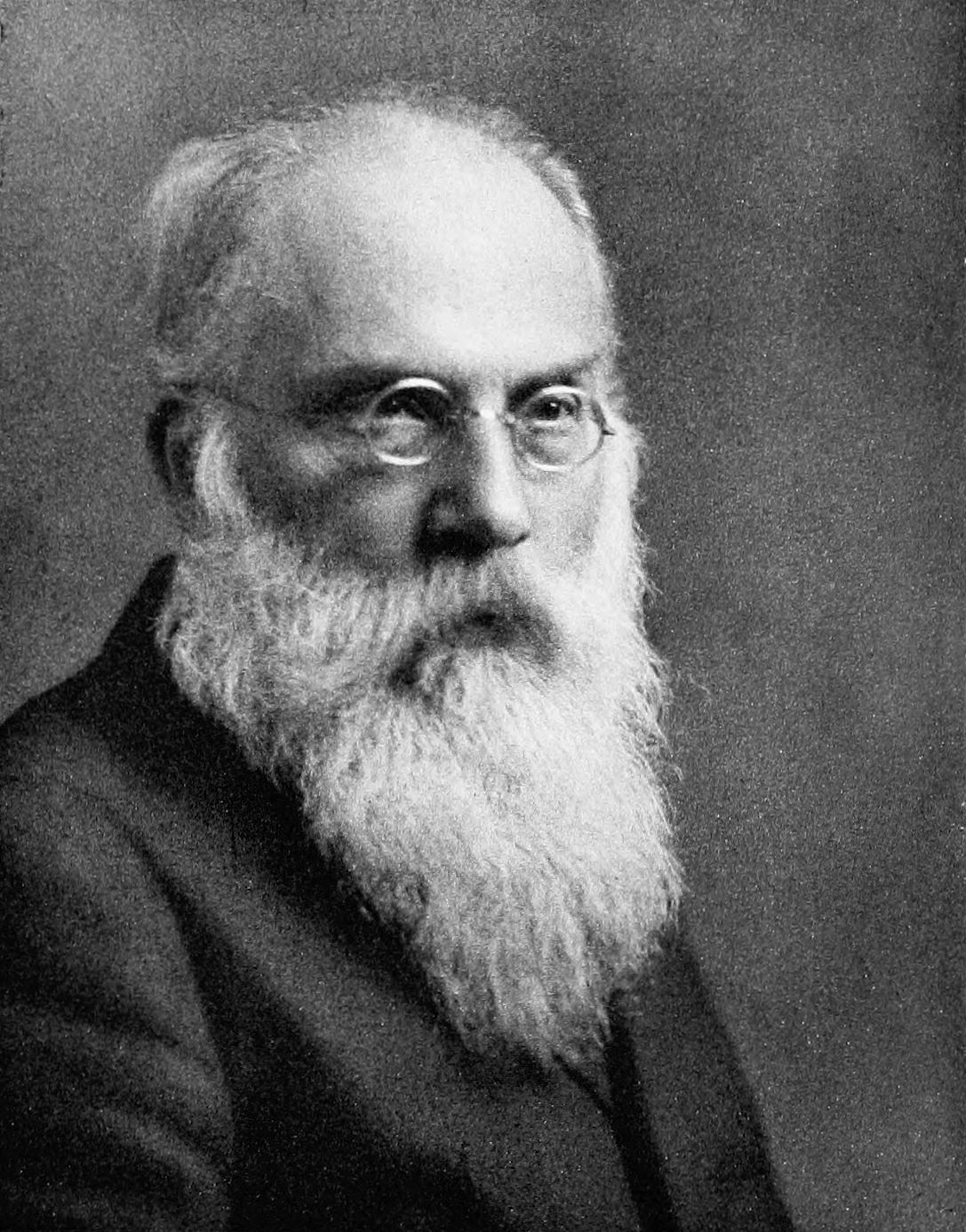
Gotthard Deutsch

Gotthard Deutsch (31. Januar 1859 in Kanitz, Kaisertum Österreich – 14. Oktober 1921 in Cincinnati) war ein österreichischer Rabbiner und Historiker.

## Leben
Nach der Schulzeit in Nikolsburg ging er nach Breslau, wo er neben einem Universitätsstudium auch das Jüdisch-Theologische Seminar besuchte. Er setzte sein Studium in Wien fort. Seine erste Anstellung erhielt er als Religionslehrer in Brünn und wurde danach in Brüx angestellt. Als ihn ein Ruf des Hebrew Union College (Rabbinerseminar) von Cincinnati (USA) erreichte, nahm er 1891 die dortige Professur für jüdische Philosophie an.
Gotthard Deutsch hat zahlreiche Bücher und Hunderte von Zeitungsartikeln verfasst. Er starb 1921 in Cincinnati.